# Chuck Garland
Charles Stedman »Chuck« Garland, ameriški tenisač, * 29. oktober 1898, Pittsburgh, ZDA, † 28. januar 1971, Baltimore, ZDA.
Chuck Garland se je v posamični konkurenci najdlje na turnirjih za Prvenstvo Anglije uvrstil v polfinale v letih 1919 in 1920, na turnirjih za Nacionalno prvenstvo ZDA pa v četrtfinale leta 1917. Največji uspeh kariere je dosegel v konkurenci moških dvojic, ko je leta 1920 osvojil Prvenstvo Anglije z Richardom Norrisom Williamsom. Leta 1969 je bil sprejet v Mednarodni teniški hram slavnih.

## Finali Grand Slamov

### Moške dvojice (1)

#### Zmage (1)
| Leto | Turnir            | Partner                 | Nasprotnika v finalu                 | Rezultat finala    |
| 1920 | Prvenstvo Anglije | Richard Norris Williams | Algernon Kingscote James Cecil Parke | 4–6, 6–4, 7–5, 6–2 |